# Humat ad-Diyar
"Humat ad-Diyar" (tiếng Việt: Những người bảo vệ quê hương) là quốc ca của Cộng hoà Ả Rập Syria. Nhạc và lời được viết lần lượt bởi Mohammed Flayfel và Khalil Mardam Bey vào năm 1936. Bài hát được chọn làm quốc ca vào năm 1938, sau đó bị thay thế bởi ''Walla Zaman Ya Selahy" vào năm 1960 (Syria và Ai Cập hợp nhất thành Cộng hoà Ả Rập Thống nhất), trước khi được chấp nhận lại vào năm 1961 (Syria tái lập).

## Lời tiếng Ả Rập
| Lời tiếng Ả Rập | Latinh hoá | Bản dịch tiếng Việt |
| --- | --- | --- |
| حُـماةَ الـدِّيارِ عليكمْ سـلامْ ّأبَتْ أنْ تـذِلَّ النفـوسُ الكرامّ عـرينُ العروبةِ بيتٌ حَـرام وعرشُ الشّموسِ حِمَىً لا يُضَامْ ربوعُ الشّـآمِ بـروجُ العَـلا 𝄇 𝄆 تُحاكي السّـماءَ بعـالي السَّـنا فأرضٌ زهتْ بالشّموسِ الوِضَا سَـماءٌ لَعَمـرُكَ أو كالسَّـما رفيـفُ الأماني وخَفـقُ الفؤادْ عـلى عَـلَمٍ ضَمَّ شَـمْلَ البلادْ أما فيهِ منْ كُـلِّ عـينٍ سَـوادْ ومِـن دمِ كـلِّ شَـهيدٍ مِـدادْ؟ نفـوسٌ أبـاةٌ ومـاضٍ مجيـدْ 𝄇 𝄆 وروحُ الأضاحي رقيبٌ عَـتيدْ فمِـنّا الوليـدُ و مِـنّا الرّشـيدْ فلـمْ لا نَسُـودُ ولِمْ لا نشيد؟ | Ḥumāt ad-diyāri ʿalaykum salām ʾAbat ʾan taḏilla n-nufūsu l-kirām ʿArīnu l-ʿurūbati baytun ḥarām Wa-ʿaršu š-šumūsi ḥiman lā yuḍām 𝄆 Rubūʿu š-šaʾāmi burūju l-ʿalā Tuḥākī s-samāʾa bi-ʿālī s-sanā 𝄇 Fa-ʾarḍun zahat bi-š-šumūsi l-wiḍā Samāʾun la-ʿamruka ʾaw ka-s-samā Rafīfu l-ʾamānī wa-xafqu l-fuʾād ʿAla ʿalamin ḍamma šamla l-bilād ʾAmā fīhi min kulli ʿaynin sawād Wa-min dami kulli šahīdin midād? 𝄆 Nufūsun ʾubātun wa-māḍin majīd Wa-rūḥu l-ʾaḍāhī raqībun ʿatīd 𝄇 Fa-minnā l-Walīdu wa-minnā r-Rashīd Fa-lim lā nasūdu wa-lim lā nashīd? | Chúng ta tiến ra sa trường để bảo vệ hoà bình cho quê hương, Tinh thần ta quả quyết: rửa nhục cho dân tộc, Bảo vệ Đạo Hồi và Thế giới Ả Rập, Để vầng Thái dương toả sáng vĩnh cửu phía trời Đông! 𝄆 Bốn phương Syria giờ đây đang vang lên, Tiếng vọng dẫn đường của Đấng tối cao Allah,𝄇 Mảnh đất rạng ngời nơi ánh Mặt trời toả sáng Giờ đây như thể thành một Mặt trời thứ hai! Nỗi lòng rung động cùng hy vọng trong tim ta Tạo nên sức mạnh kiên cường và vô song Máu của những người anh hùng đã ngã xuống vì Tổ quốc, Xin dùng lấy để nhuộm đỏ nên lá cờ chung! 𝄆 Một dân tộc đầy tự hào với một quá khứ huy hoàng, Ta quyết hi sinh để bảo vệ niềm tự hào ấy,𝄇 Như al-Walid và al-Rashid kiên cường bất khuất năm xưa, Họ đã luôn dành chiến thắng, vậy tại sao ta không đứng lên? |